# Gnoma affinis
Gnoma affinis är en skalbaggsart som först beskrevs av Guérin-Méneville 1831.  Gnoma affinis ingår i släktet Gnoma och familjen långhorningar. Inga underarter finns listade i Catalogue of Life.

## Bildgalleri

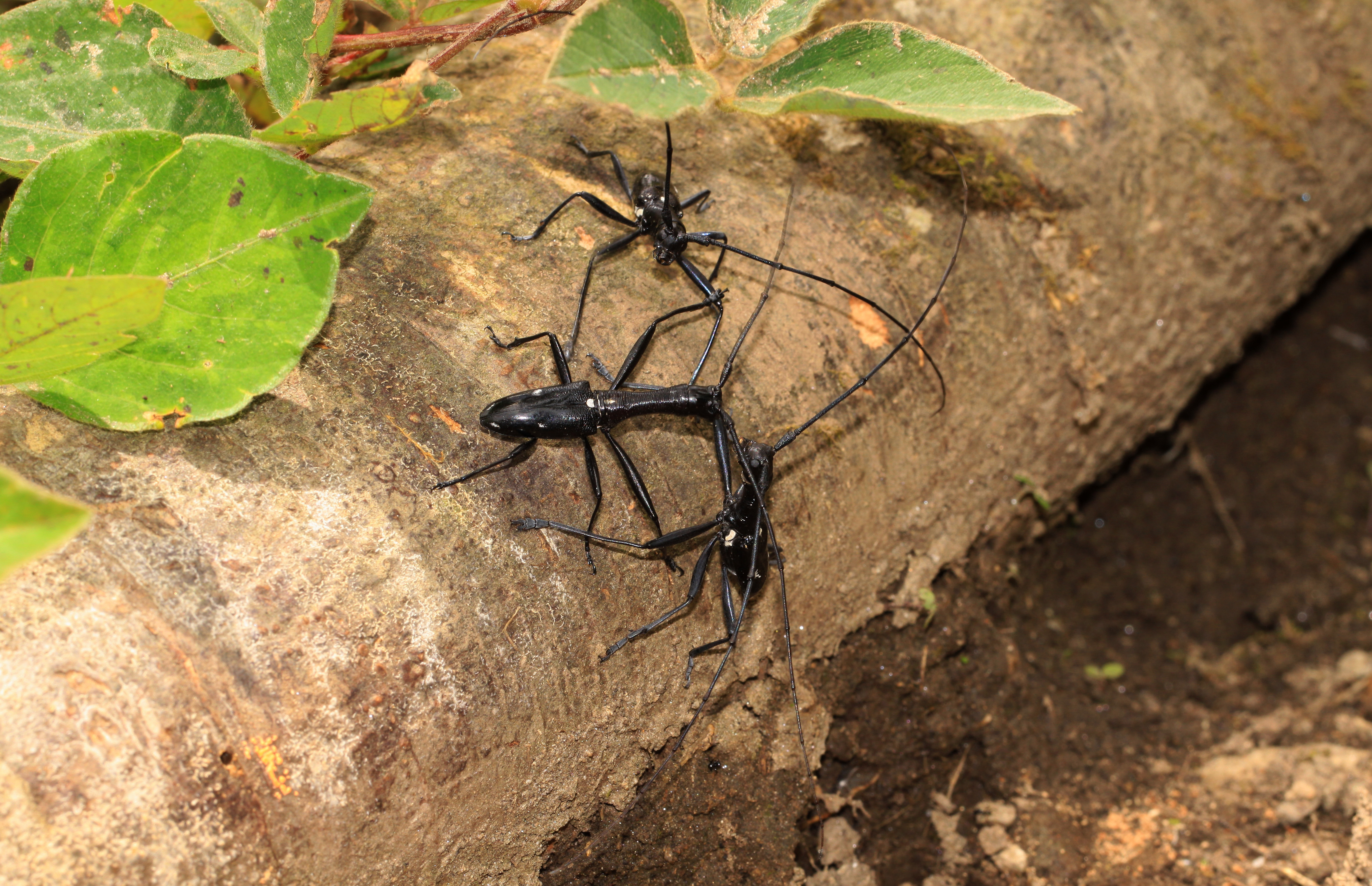